# Palatul Radiodifuziunii
Palatul Radiodifuziunii este o clădire din București, aflată pe strada General Berthelot nr. 60 – 64, construită după planurile arhitecților Tiberiu Ricci, Leon Garcia, Mihai Ricci. Edificiul este o lucrare de mari proporții și se înscrie alături de Sala Palatului, Circul de Stat, anexele de la Operă, în seria edificiilor create în vederea asigurării unor locuri pentru desfășurarea activităților culturale. 
Construcția studiourilor a fost începută în 1949 și lucrările au continuat până în anul 1955. În 1959, a început ridicarea sălii de concerte, denumite Studioul de concerte „Mihail Jora”, clădire care a fost inaugurată marți, 12 septembrie 1961, cu ocazia celei de-a doua ediții a Festivalului Internațional „George Enescu”.